# روبرت غوردون روجرز
روبرت غوردون روجرز هو سياسي كندي، ولد في 19 أغسطس 1919 في مونتريال في كندا، وتوفي في 21 مايو 2010 في فيكتوريا في كندا. انتخب Lieutenant Governor of British Columbia ‏ (1983 – 1988) وانتخب الرئيس التنفيذي.